# Павлович, Милош (шахматист)
Милош Павлович (серб. Милош Павловић; род. 5 января 1964) — сербский шахматист, гроссмейстер (1993), шахматный теоретик. Неоднократно принимал участие в чемпионатах Югославии и Сербии. Наивысшего успеха добился в 2002—2003 годах.
Чемпион Югославии (2002). В составе национальной сборной участник командного чемпионата Европы (2003).

## Изменения рейтинга
| Графики недоступны из-за технических проблем. См. информацию на Фабрикаторе и на mediawiki.org. |

## Вклад в теорию
Милош Павлович — известный теоретик шахматных дебютов. Среди опубликованных им книг:
- Cutting Edge: The Open Sicilian 1 (Quality Chess, 2010)
- Cutting Edge: Sicilian Najdorf 6.Be3 (Quality Chess, 2011)
- Unknown Weapons in the Grünfeld (Thinkers Publishing, 2016)
- New Weapons in the King’s Indian (Thinkers Publishing, 2016)
- The Modernized Colle-Zukertort Attack (Thinkers Publishing, 2019)
- The Modernized Scotch Game: A Complete Repertoire for White and Black (Thinkers Publishing, 2019)
- The Modernized Stonewall Defense (Thinkers Publishing, 2020)